# 노예구 나와 23인의 노예
노예구 나와 23인의 노예(일본어: 奴隷区 僕と23人の奴隷, Me & 23 Slaves)는 일본에서 제작된 사토 사키치 감독의 2014년 미스터리 영화이다. 아키모토 사야카 등이 주연으로 출연하였다.

## 출연

### 주연
- 아키모토 사야카
- 혼고 카나타

### 조연
- 오오사와 히카루
- 야마다 유키
- 쿠보타 유키
- 안즈 사유리
- 오리이 아유미
- 이태강
- 마아리
- 오오사와 히카루
- 쿠로이시 타카히로

## 제작진
- 원작자: 오카다 신이치